# Peter Spaenhoven
Peter Spaenhoven (* 18. März 1963 in Wilrijk) ist ein ehemaliger belgischer Radrennfahrer.
Spaenhoven war Profi von 1989 bis 1998. Einen ersten größeren Erfolg errang er 1990, als er das Eintagesrennen Schaal Sels Merksem gewann. 1994 gewann er den Grand Prix de Hannut. 1996 war er beim Nationalen Sluitingsprijs erfolgreich. Das Jahr 1997 kann als sein erfolgreichstes angesehen werden, gewann er doch in Hoboken den Grote 1-Mei Prijs und außerdem den Grote Prijs Stad Sint-Niklaas. Insgesamt gewann er 21 Profisiege. An großen Rundfahrten nahm er nicht teil.